# Мирити
Мирити (Miriti, Miriti Tapuyo, Miriti-Tapuia, Mirity-Tapuya, Neenoá) — мёртвый индейский язык, относящийся к туканской языковой семье, на котором говорил народ с одноимённым названием, который проживает в муниципалитетах Пари-Качоэйра и Таракуа штата Амазонас в Бразилии. В настоящее время народ говорит на языке тукано.